# Statens Museum for Kunst
SMK – Statens Museum for Kunst (tidligere Den Kongelige Malerisamling) er Danmarks nationalgalleri og landets hovedmuseum for billedkunst. Det ligger i Sølvgade i Indre By, København ud til Østre Anlæg.
På SMK findes mere end 700 års kunst og kunsthistorie. Museet viser omkring fem særudstillinger om året. Seks fredage om året afholder museet SMK Fridays, hvor åbningstiden udvides til kl. 22, og SMK er ramme for uformelle kunstoplevelser med musik, performances og art talks.
Udover museet i Sølvgade råder SMK over Den Kongelige Afstøbningssamling, der har til huse i Vestindisk Pakhus på Toldbodgade 40 i København. I 2025 åbner SMK Thy, hvor man viser kunstværker fra samlingen langt fra museet i København.
SMK er en del af Parkmuseerne.

## Samlingen
SMK råder over mere end 200.000 værker, herunder ca. 9.250 malerier og skulpturer, 247.000 tegninger og grafiske blade samt mere end 2.900 gipsafstøbninger. Samlingen er SMKs kerne og udgangspunktet for alt museets arbejde. Den omfatter 700 års kunst, fra 1300-tallet til i dag. Kunsten var indtil 1849 kongernes private ejendom. Dette år indføres demokratiet i Danmark, hvorfor samlingen blev overdraget til staten og blev alle danskeres kunstsamling. SMKs kunstsamling er den ældste i Danmark. Et udvalg af værkerne kan opleves i faste udstillinger på museet, der byder på et kronologisk overblik, temaer at fordybe sig i og aktuelle vinkler, som sætter kunsten i perspektiv.

## Faste udstillinger
SMK's faste udstillinger giver et overblik over 700 års kunst med værker af blandt andet Henri Matisse, André Derain, Cornelis Cornelisz van Haarlem, Vilhelm Hammershøi og Elisabeth Jerichau-Baumann. Her vises et udsnit af værker fra SMK's samling.

### Europæisk Kunst 1300-1800
Andrea Mantegna, Tiziano Vecellio, Lucas Cranach den ældre, Peter Paul Rubens og Rembrandt van Rijn. Kunsthistoriens absolutte sværvægtere er samlet i udstillingen Europæisk Kunst 1300-1800, der viser kunst fra middelalderen til oplysningstiden. Den giver et overblik over 500 års kunst og er et rum for fordybelse i kunst og fortællinger om Europa. Også geografisk spreder udstillingen sig med højdepunkter inden for hollandsk, flamsk, italiensk, fransk, spansk og tysk kunst. Den byder på såvel malerier som skulpturer, miniaturer, tegninger og grafiske værker fra museets samling af ældre europæisk kunst.
| - Europæisk Kunst 1300-1800 - Cecco di Pietro, Madonna og barn, 1371 - Andrea Mantegna, Kristus som den lidende frelser, circa 1495-1500 - Lucas Cranach den Ældre, Melankolien, 1532 - Karel Dujardin, Dreng, der blæser sæbebobler. Allegori på forgængeligheden, 1663 |

### Dansk og Nordisk Kunst 1750-1900
Dansk og Nordisk Kunst 1750-1900 viser skandinavisk kunst fra dansk guldalder til modernismens fødsel. Udstillingen giver et overblik over perioden som både rummer den danske kunsts oprindelse, den danske guldalder og 1800-tallets brydningstid i det virkelighedsnære moderne gennembrud. Her foldes de store træk i dansk og nordisk kunst gennem 150 år ud i forskellige temaer og med fokus på de mest centrale kunstnere. Udstillingen er fordelt på 24 sale med i alt 400 værker af blandt andet Nicolai Abildgaard, C.W. Eckersberg, Jens Juel, L.A. Ring, Anna Petersen, Anna Ancher, P.S. Krøyer, Christen Købke og Vilhelm Hammershøi.
| - Dansk og Nordisk Kunst 1750-1900 - Anna Petersen, 'Bretagne-pige ordner planter i et drivhus', 1884 - Laurits Andersen Ring, 'I havedøren. Kunstnerens hustru',1897 - Christen Købke, 'Udsigt fra Dosseringen ved Sortedamssøen mod Nørrebro', 1838 - Anna Ancher, 'En begravelse', 1891 |

### Fransk Kunst 1900–1930
I sommeren 1905 kastede blandt andre Henri Matisse, Pablo Picasso og André Derain sig ud i maleriske eksperimenter med vilde farver og nye former. Det blev indledningen på en hæsblæsende og revolutionerende periode i kunsthistorien. SMK har en helt unik samling af fransk kunst, hvilket blandt andet skyldes, at politikeren Johannes Rump i 1928 donerede sin store samling af tidlige franske modernistiske malerier til museet. Rump tilbød SMK sin samling allerede i 1923, men den daværende direktør Karl Madsen syntes ikke, at samlingens kvalitet var høj nok. Rumps samling omfatter værker af André Derain, Georges Braque og Henri Matisse af exceptionel kvalitet og med verdensry. Donationen blev fulgt op af yderligere indkøb af malerier og skulpturer af franske kunstnere såsom Matisse, Picasso, Derain og Braque, samt kunstnere der levede og virkede i Paris, fx Modigliani.

### Dansk og International Kunst efter 1900
I museets nyere bygning fra 1993 forbindes fortid med nutid gennem værker af blandt andre Edvard Weie, Harald Giersing, Emil Nolde, Per Kirkeby, Kirsten Justesen, Jytte Rex, Bjørn Nørgaard, John Davidsen, Ursula Reuter Christiansen, Wilhelm Freddie, Robert Smithson og Tal R. Den lange gang gennem bygningen fungerer som en tidslinje. Når man går gennem huset i de store udstillingsrum ud mod Østre Anlæg, bevæger man sig samtidig i et kronologisk forløb gennem kunsten fra det tidlige 1900-tal op til i dag, mens de små gallerier viser specifikke kunstnere eller temaer. 500 værker over to etager byder på alt fra feminisme og surrealisme til politisk virkelighed og ekspressionisme.

### Den Kongelige Kobberstiksamling
Den Kongelige Kobberstiksamling indeholder mere end 240.000 værker: kobberstik, tegninger, raderinger, akvareller, litografiske værker og andre former for kunst på papir fra 1500-tallet til i dag. Grundstenen til Den Kongelige Kobberstiksamling blev lagt, da den tyske maler Albrecht Dürer i 1521 forærede et antal træsnit til den danske Kong Christian 2.. Dengang noterede Dürer i sin dagbog, at han gav kongen "de bedste eksemplarer af alle mine værker". Samlingen indeholder bl.a. to versioner af et af verdens største kobberstik, den 3,5 x 3 m store Æresport, som Dürer skabte på bestilling af kejser Maximilian i 1515. 

### Den Kongelige Afstøbningssamling
Den Kongelige Afstøbningssamling er en del af SMK, som findes i Vestindisk Pakhus ved havnen i Toldbodgade 40, København K. Samlingen består af over 2.000 gipsafstøbninger af berømte skulpturer fra 2.500 f.v.t. til omkring år 1600. Afstøbningssamlingen blev grundlagt i 1895 som en del af Statens Museum for Kunst. Det var kunsthistorikeren Julius Lange og brygger Carl Jacobsen, der tog initiativet til at skabe en samling for hele folket, hvor man kunne studere skulpturkunstens hovedværker. Enkelte af afstøbningerne stammer fra 1700-tallet og var en del af Det Kongelige Danske Kunstakademis samling, der indtil midten af 1900-tallet blev brugt dagligt til at tegne og male efter som led i kunstnernes uddannelse. Samlingen blev først opstillet i museet på Sølvgade og siden flyttet til Vestindisk Pakhus, som åbnede for publikum i 1995.

## Særudstillinger
Udover de faste udstillinger har SMK særudstillinger med tema, som er tilgængelige nogle få måneder.
For eksempel havde museet udstillingen Alberto Giacometti – Hvad øjet ser i 2024 med fokus på den schweiziske Giacomettis fascination af, hvad man egentlig ser, når man ser. Et eksempel på en udstilling, der blander historiske og samtidige værker, er Against All Odds – Historiske kvinder og nye algoritmer. Udstillingen åbnede i efteråret 2024 og undersøger, hvordan kunstig intelligens kan bruges til at forstå og formidle historien på nye måder.

## SMK Thy
I 2016 blev SMK kontaktet af Thisted Kommune med et tilbud om at vise kunstværker fra samlingen i det gamle pakhus på Doverodde Købmandsgård i Thy. Museet havde længe haft en ambition om at styrke sin tilstedeværelse uden for København og takkede derfor ja til tilbuddet. I 2019 åbnede den første udstilling således på SMK Thy.
SMK annoncerede i 2021, at ideen om gøre SMK Thy til permanent del af museet bliver realiseret, takket være en donation på 37,5 millioner kroner fra A.P. Møller og Hustru Chastine Mc-Kinney Møllers Fond til almene Formaal. I tiden efter dette blev der afholdt en arkitektkonkurrence for at afgøre, hvordan SMK i Thy skulle tage sig ud, og den blev vundet af Reiulf Ramstad Arkitekter. Byggeriet gik i gang i 2023, og forventningen er, at det nye SMK Thy står klar i sommeren 2025.

## Det digitale SMK
SMK er del af en international bevægelse blandt kulturarvsinstitutioner for at frigive digitaliserede samlinger til fri brug og anvendelse. Bevægelsen går under betegnelsen OpenGLAM.
De dele af museets samlinger, som er fri af ophavsret, er overdraget til det offentlige domæne og kan frit downloades og bruges til alle formål.
SMK påbegyndte i 2008 det femårige projekt SMK Digital med støtte fra Nordea-fonden.
SMK ville med den digitale satsning udbygge den digitale museumsoplevelse både på selve museet og på nettet. Projektets sigte var at udvikle digital museumspraksis på SMK og opbygge viden og kompetencer inden for området. SMK Digital-projektet blev formelt afsluttet i 2013, men den digitale museumspraksis står fortsat centralt i museets virke.

### SMK Open
I 2016 modtog SMK igen støtte fra Nordea-fonden til at videreudvikle sin digitale museumspraksis i det firårige projekt SMK Open (2016-2020). Dette projekt havde fokus på at etablere en sammenhængende digital infrastruktur, der bandt alt museets digitaliserede indhold sammen, så det kunne gøres frit tilgængeligt og brugbart for offentligheden. Museet registrerer og affotograferer samlingen, som kan tilgås digitalt på platformens hjemmeside. Der er omkring 54.000 digitaliserede værker i SMK Open, hvoraf halvdelen er i god, tidssvarende kvalitet, og 39.000 er til fri brug. Museets samling af malerier er bedst dokumenteret, men der ligger også op mod 400 3D-modeller af skulpturer.

### SMK Connect
SMK Connect er en online undervisningsplatform for folkeskoler, ungdoms- og voksenuddannelser, der skaber forbindelser mellem Statens Museum for Kunsts samling og skoler i hele landet, mellem undervisning i billedkunst og andre fag, og mellem  og de lokale miljøer, undervisningen foregår i. Platformen består af undervisningsforløb, temaer, opgaver og øvelser, som tager udgangspunkt i SMK's kunstsamling og digitaliserede materiale. Platformen er udviklet i samarbejde med undervisere fra hele Danmark. Projektet startede i 2022 og er støttet af 15. Juni Fonden. Platformen blev lanceret 20. august 2024 og udvikles fortsat.

## Historie
Samlingerne på SMK har deres oprindelse i de danske kongers Kunstkammer, der går tilbage til Christian II.
I 1721 overtog samlingen ved overtagelsen af de gottorpske samlinger nogle værdifulde værker. Samlingen blev i den forbindelse særdeles godt forsynet med særligt flamsk og hollandsk kunst. Blandt de gottorpske værker var også mange værker af Lucas Cranach den ældre, hvorfor SMK i dag har den største samling af Cranach-værker uden for Tyskland.
I 1843 blev de forskellige værker, som hidtil havde været i kongens private samling, vist for offentligheden. De blev derefter flyttet til Statens Museum for Kunst, hvis første bygning blev afsluttet i 1896. Her blev de lagt sammen med Den Kongelige Malerisamling og Den Kongelige Afstøbningssamling.

### Christiansborgs første brand
Ved Christiansborgs brand 1794 gik en del af samlingen tabt, men det meste blev reddet takket være Johan Conrad Spenglers snarrådighed. Spengler fik de vagthavende gardere til at evakuere malerierne både på slottet og i Kunstkammeret. Blandt de brændte værker var Nicolai Abildgaards serie af danske kongeportrætter samt et rytterportræt af Christian IV (1642-43) af Karel van Mander III.

### Guldalderperioden
Indkøbene fortsatte. I løbet af det 19. århundrede blev der næsten udelukkende indkøbt værker af danske kunstnere, og SMK har en meget rig samling af malerier fra den danske guldalder. Det var nyt, at landet kunne skabe billeder af høj kunstnerisk kvalitet. Dette var en direkte konsekvens af etableringen af Det Kongelige Danske Kunstakademi i 1754. I 1825 blev Kunstkammeret nedlagt, og kunstsamlingen blev åben for offentligheden i 1827 under navnet Den Kongelige Malerisamling. Ved enevældens afskaffelse i 1849 blev værkerne statens ejendom.

### Christiansborgs anden brand
Ved den anden slotsbrand i 1884 overlevede stort set hele malerisamlingen. Samlingen blev dog atter hjemløs. I 1888 blev der derfor udskrevet en arkitektkonkurrence, som lå bag opførelsen af den ældre del af den nuværende bygning.

### Rumps samling
Nu blev samlingerne udvidet med generøse donationer og langfristede lån. I 1928 donerede politikeren Johannes Rump sin store samling af tidlige franske modernistiske malerier til museet. Rumps samling omfatter værker af André Derain, Georges Braque og Henri Matisse af exceptionel kvalitet og med verdensry. Donationen blev fulgt op af yderligere indkøb af malerier og skulpturer af franske kunstnere.

### Hærværk
Et maleri Woman in a Chemise af den franske maler André Derain blev 1. december 2024 udsat for hærværk, idet det blev påkastet orange maling. Maleriet var dog bag glas.

## Arkitektur
SMK er bygget i flere etaper. Den Kongelige Malerisamling hang oprindeligt på Christiansborg Slot, hvorfra malerierne blev reddet ved slotsbranden i 1884. Da samlingen blev hjemløs, var behovet for en ny bygning presserende. En arkitektkonkurrence blev udskrevet i 1888 og vundet af arkitekterne Vilhelm Dahlerup og Georg E.W. Møller. Møller stod særligt for de tekniske løsninger, herunder de betondæk, som findes bag facaderne.

### Den ældre bygning
Den historicistiske museumsbygning blev opført fra 1889-1896 på resterne af Peucklers Bastion. Den møder gadehjørnet mod Sølvgade og Øster Voldgade monumentalt og i en skrå vinkel. Facadens midterparti er symmetrisk og ligner en romersk triumfbue. Resten er inspireret af italiensk renæssance. Modsat Dahlerups tidligere værker er museet udført i "ægte" materialer – mursten, granit og faksekalksten. Vestibulen var præget af en monumentaltrappe i marmor, smykket med skulpturer. Oprindeligt var stueetagen beregnet til afstøbningssamlingen og 1. sal til malerisamlingen. Det varede imidlertid ikke længe, før afstøbningerne blev forvist fra bygningen på grund af pladsmangel.

### Ombygning 1969-1970
Allerede i 1920'erne begyndte de første udvidelsesplaner for museet, men først i 1969-1970 stod kongelig bygningsinspektør Nils Koppel og Eva Koppel for en drastisk ombygning af bygningens indre. Koppel-parret etablerede ti nye lokaler og skabte mere plads ved at sløjfe den monumentale hovedtrappe. I stedet placerede de en moderne, mindre omfattende trappe i forhallen og gennembrød væggen til festsalen mod parken. Samtidig blev dekorationsmalerierne og forgyldningen i vestibulens loft malet over, og de to lysgårde blev inddraget til lokaler.

### Tilbygning 1992-1998
Den seneste store tilbygning til museet blev opført efter en arkitektkonkurrence i 1992-1998 og tegnet af arkitekt Anna Maria Indrio fra C.F. Møllers Tegnestue. Denne hvide, modernistiske fløj er ikke sammenbygget direkte med den ældre bygning, men placeret således, at et langt, højt rum, kaldet Skulpturgaden, er skudt ind mellem de to forskellige tiders arkitektur. I forbindelse med tilbygningen blev også Koppel-parrets trappe og andre detaljer forandret. Den nye fløj rummer en koncertsal, hvis akustik viste sig at være så begrænset, at den senere blev genstand for et erstatningskrav.

### Museumshaven
Oprindeligt var der en åben forplads foran museumsbygningen, så man kunne køre op til hovedtrappen. Det eneste grønne element var en rund plæne, hvor Danmarksmonumentet tronede i bygningens midterakse. Monumentet er udført i 1897 af Louis Hasselriis til minde om Christian IX og Dronning Louises guldbryllup i 1892, men har været genstand for stor kritik. I 1919 blev det trekantede område mellem museet, Sølvgade og Øster Voldgade omdannet til en park med roser i formel fransk stil, Museumshaven, tegnet af stadsgarter Valdemar Fabricius Hansen. Samtidig blev det udskældte Danmarksmonumentet fjernet, og det er i dag gemt væk i Østre Anlæg. Museumshaven blev restaureret i 1999.
Den 27. januar 2010 offentliggjorde museets daværende direktør Karsten Ohrt, at institutionen havde modtaget en donation fra Annie og Otto Johs. Detlefs' Fonde på 27,5 mio. kr. til en fuldstændig omlægning af det 7.500 m2 store område foran museet. Den nyrenoverede museumshave blev indviet i september 2014.

## Direktører for SMK
Denne liste er ufuldstændig; hjælp gerne med at udfylde den.
- 1837-1839 Johan Conrad Spengler
- 1839-1870 N.L. Høyen (indtil 1865 sammen med Christian Jürgensen Thomsen)
- 1870-1892 Otto Rosenørn-Lehn (fra 1874 også direktør for Kobberstiksamlingen)
- 1892-1892 Emil Bloch (konstitueret)
- 1892-1893 Anton Klubien
- 1893-1895 Emil Bloch (konstitueret)
- 1895-1911 Emil Bloch
- 1911-1925 Karl Madsen
- 1925-1930 Gustav Falck
- 1931-1952 Leo Swane
- 1952-1978 Jørn Rubow
- 1978-1985 Lars Rostrup Bøyesen
- 1985-1994 Villads Villadsen
- 1994-2007 Allis Helleland
- 2007-2014 Karsten Ohrt
- 2014-2023 Mikkel Bogh
- 2023- 	Astrid la Cour [23]

## Udvalgte særudstillinger
- Eckersberg - En smuk løgn (2015–2016)
- Forbindelser - danske kunstnere fra det tidligere Jugoslavien (2022–2023)
- Against All Odds – Historiske kvinder og nye algoritmer (2024)